# Aspredo aspredo
Aspredo aspredo és una espècie de peix de la família dels aspredínids i de l'ordre dels siluriformes.

## Morfologia
- Els mascles poden assolir 38,3 cm de longitud total.[2][3]

## Hàbitat
És un peix demersal i de clima tropical.

## Distribució geogràfica
Es troba a Sud-amèrica: rius costaners entre Veneçuela i el nord del Brasil.